# Discografia dei Vader
Discografia e videografia del gruppo death metal polacco Vader.

## Album in studio
- 1992 – The Ultimate Incantation
- 1995 – De Profundis
- 1996 – Future of the Past (album di cover)
- 1997 – Black to the Blind
- 2000 – Litany
- 2002 – Revelations
- 2004 – The Beast
- 2006 – Impressions in Blood
- 2009 – Necropolis
- 2011 – Welcome to the Morbid Reich
- 2014 – Tibi et Igni
- 2015 – Future of the Past II - Hell in the East (album di cover)
- 2016 – The Empire
- 2017 – Dark Age (riregistrazione dell'album di debutto "The Ultimate Incantation")
- 2020 – Solitude in Madness

## Album dal vivo
- 1993 – The Darkest Age - Live '93
- 1998 – Live in Japan
- 2015 – Before the Age of Chaos - Live 2015
- 2021 – Wings of Death over Hong Kong
- 2015 – Blitzkrieg in Texas - Live 2005

## Demo
- 1986 – Live in Decay
- 1989 – Necrolust
- 1990 – Morbid Reich

## Singoli
- 1995 – An Act of Darkness / I.F.Y.
- 1997 – Carnal / Black to the Blind
- 2000 – Xeper / North
- 2002 – Angel of Death
- 2004 – Beware the Beast
- 2008 – v.666
- 2009 – We Are the Horde
- 2011 – Come and See My Sacrifice
- 2011 – Decapitated Saints
- 2014 – Go to Hell
- 2018 – Reign-Carrion / Trupi jad
- 2019 – Litania
- 2020 – Shock and Awe
- 2020 – The Rotten Bones Tremble

## Split
- 1990 – Vader / Unborn / Armagedon / Violent Dirge (con Armagedon, Violent Dirge, Unborn)
- 2004 – Fate of Norns / The Beast (con Amon Amarth)
- 2009 – Nile / Vader (con Nile)

## EP
- 1994 – Sothis
- 1998 – Kingdom
- 2000 – Reign Forever World
- 2003 – Blood
- 2005 – The Art of War
- 2008 – Lead Us!!!
- 2008 – The Upcoming Chaos
- 2016 – Iron Times
- 2019 – Thy Messenger

## Raccolte
- 1996 – Reborn in Chaos
- 2002 – Armageddon
- 2003 – Blood / Reign Forever World
- 2008 – XXV
- 2015 – Geneza Chaosu MCMLXXXIII - MCMXC
- 2015 – Live in Necro Reich (boxset)
- 2017 – Litany / Future of the Past
- 2021 – Years of Chaos (boxset)

## Videografia

### DVD
- 2002 – More Vision and the Voice
- 2004 – Night of the Apocalypse
- 2007 – And Blood Was Shed In Warsaw

## Cover
- "Hell Awaits" degli Slayer nell'album live "The Darkest Age" del 1993
- "Black Sabbath" dei Black Sabbath dall'EP Sothis del 1994
- "I Feel You" dei Depeche Mode nel singolo An Act of Darkness/IFY dei Depeche Mode del 1995
- Tutto l'album di cover "Future of The Past" del 1996 con le reinterpretazioni:
  - "Outbreak of Evil" dei Sodom
  - "Flag of Hate" dei Kreator
  - "Storm of Stress" dei Terrorizer
  - "Death Metal" dei Possessed
  - "Fear of Napalm" dei Terrorizer
  - "Merciless Death" dei Dark Angel
  - "Dethroned Emperor" dei Celtic Frost
  - "Silent Scream" degli Slayer
  - "We Are the League" dei Anti-Nowhere League
  - "I.F.Y." ("I Feel You") dei Depeche Mode
  - "Black Sabbath" dei Black Sabbath
- "Black Sabbath" dei Black Sabbath dall'album live "Live in Japan" del 1998
- "Raining Blood" degli Slayer dall'album live "Live in Japan" del 1998
- "Angel Of Death" dei Thin Lizzy dal singolo "Angel Of Death" del 2002
- "Black Sabbath" (live) dei Black Sabbath dal best of "Armageddon" del 2002
- "Fear of Napalm" dei Terrorizer dal best of "Armageddon" del 2002
- "Dethroned Emperor" dei Celtic Frost dal best of "Armageddon" del 2002
- "Hell Awaits" (live) degli Slayer dal best of "Armageddon" del 2002
- "Angel of Death" dei Thin Lizzy dall'EP "Blood" del 2003
- "Raining Blood" degli Slayer bonus track per il Giappone di "Impression in Blood" del 2006

Tra le reinterpretazioni di gruppi metal, spiccano le strane cover dei Depeche Mode e dei Thin Lizzy.